# Bombové útoky ve Warringtonu
Bombové útoky ve Warringtonu byly dva odlišné bombové útoky, které se odehrály na počátku roku 1993 v anglickém městě Warrington. První útok se odehrál 26. února, když bomba vybuchla poblíž plynojemu. Způsobila škody, ale žádná zranění. Při útěku z místa činu pachatelé postřelili zasahujícího policistu a dva z nich byli dopadeni po automobilové honičce. Ke druhému útoku došlo 20. března, když dvě slabší nálože explodovaly v odpadkových koších před obchody na Bridge Street. Při tomto útoku byly zabity dvě děti a desítky lidí byly zraněny.
Útoky provedla Prozatímní irská republikánská armáda s možnou podporu britské krajní levice. Od roku 1970 prováděla IRA podobné útoky v Severním Irsku a dalších částech Spojeného království s cílem donutit britskou vládu ke stažení ze Severního Irska. Bombový útok z 20. března dosáhl velké mediální pozornosti a vyvolal masové protesty proti IRA v irském hlavním městě Dublinu.
V atmosféře vyvolané útokem vznikla píseň Zombie irské skupiny The Cranberries, odsuzující násilí během konfliktu v Severním Irsku.